# 学芸出版社
株式会社学芸出版社（がくげいしゅっぱんしゃ、英: Gakugei Shuppansha Co., Ltd.）は、京都府京都市下京区に本社を置く日本の総合出版社である。
まちづくりを中心とした分野を得意とする。

## 歴史
（http://www.gakugei-pub.jp/kaisya/index.htmより）
- 創業当初：理科・数学系の教科書
- 1970年～：建築分野を本格化
- 1980年～：工業高校・専門学校の教科書。建築専門書、和風建築系（80年代後半）
- 1990年～：都市計画、交通、まちづくり分野を手がけ始める
- 1990年～：建築実務書がヒット　社の柱に
- 1995年～：専門学校、大学向け建築教科書がヒット　社の柱に
- 2000年～：NPO分野／季刊まちづくり発行（2014年休刊）
- 2005年～：観光分野へ。建築系大学の教科書
- 2010年～：農や地域デザインなどの地域振興系に
- 2011年～：『コミュニティデザイン』（山崎亮）等がヒット
- 2014年　：代表取締役社長を44年間務めた前代表 京極迪宏から前田裕資に継承。社の若返りに取り組み始める

- 2015年　：40代の麻生伸一、宮本裕美、井口夏実、知念靖広が取締役に。正規社員平均年齢33.6歳、常勤役員平均年齢48.3歳

- 2021年　：井口夏実が代表取締役に、岩﨑健一郎が取締役に就任